# Martin Schwarzschild
Martin Schwarzschild (31 de mayo de 1912 - 10 de abril de 1997) fue un astrónomo germano-estadounidense.

## Primeros años
Schwarzschild nació en Potsdam en una distinguida familia académica judía alemana. Hijo del físico Karl Schwarzschild sobrino del astrofísico Robert Emden. Después de la muerte de su padre la familia se mudó a Göttingen en 1916. Estudió en la Universidad de Göttingen y realizó su examen de doctorado en diciembre de 1936. Dejó Alemania en 1936 para irse a Noruega y luego a los Estados Unidos. Allí, Schwarzschild sirvió en la inteligencia del ejército estadounidense, motivo por el que fue galardonado con la Legión al Mérito y la Estrella de Bronce por su servicio en tiempos de guerra. Después de regresar a los Estados Unidos, se casó con la también astrónoma Barbara Cherry.

## Trayectoria profesional
Su trabajo se basa en la estructura estelar y evolución estelar.
Sus investigaciones en estos dos campos condujeron a una mejor comprensión de las púlsares, la rotación solar diferencial, las pistas evolutivas posteriores a la secuencia principal en el diagrama de Hertzsprung-Russell (incluido cómo las estrellas se convierten en gigantes rojas), las fuentes de la capa de hidrógeno, el flash del helio, y las edades de los cúmulos estelares.
Con Fred Hoyle, calculó algunos de los primeros modelos estelares para ascender correctamente por la rama de la gigante roja quemando constantemente hidrógeno en una capa alrededor del núcleo.
Él y Härm fueron los primeros en calcular modelos estelares que pasaban por pulsos térmicos en la rama asintótica gigante y más tarde mostró que estos modelos desarrollan zonas convectivas entre las capas que queman helio e hidrógeno, que pueden traer cenizas nucleares a la superficie visible. El libro de Schwarzschild de 1958 Estructura y evolución de las estrellas enseñó a una generación de astrofísicos cómo aplicar computadoras electrónicas al cálculo de modelos estelares.
En las décadas de 1950 y 1960, dirigió los proyectos Stratoscope, que llevaron los globos instrumentados a alturas sin precedentes. El primer Stratoscope obtuvo imágenes de alta resolución de gránulos solares y manchas solares, confirmando la existencia de convección en la atmósfera solar, y el segundo obtuvo espectros infrarrojos de planetas, estrellas gigantes rojas y núcleos de galaxias. En sus últimos años hizo importantes contribuciones a la comprensión de la dinámica de las galaxias elípticas.
En la década de 1980, Schwarzschild aplicó sus habilidades numéricas para construir modelos de galaxias triaxiales.

## Membresía
- Academia Estadounidense de las Artes y las Ciencias (1954)[7]
- Academia Nacional de Ciencias de los Estados Unidos (1956)[8]
- Sociedad Filosófica Estadounidense (1981)[9]
- Miembro extranjero de la Royal Society[10]

## Reconocimientos y premios
- Profesor emérito de astronomía Eugene Higgins en la Universidad de Princeton.[11]
- Cátedra Henry Norris Russell (1960)[12]
- Medalla Henry Draper de la Academia Nacional de Ciencias (1960)[13]
- Medalla Bruce (1965)[14]
- Medalla de oro de la Royal Astronomical Society (1969)[15]
- El asteroide (4463) Marschwarzschild fue nombrado así en su honor.